# Euphrasie Kandeke
Euphrasie Kandeke là một chính trị gia Burundi. Bà được Jean-Baptiste Bagaza đặt tên là Bộ trưởng cho các câu hỏi của phụ nữ vào năm 1982  (một số nguồn thay vì nói rằng bà đã đảm nhận vị trí vào năm 1974.) bà phục vụ cùng với Caritas Mategeko Karadereye, lúc đó là Bộ trưởng Bộ Xã hội; hai người là những người phụ nữ đầu tiên phục vụ trong nội các Burundia. bà vẫn ở vị trí của mình cho đến năm 1987. Trong sự nghiệp của mình, bà cũng từng là tổng thư ký của Liên đoàn Phụ nữ Burundi, và là thành viên của văn phòng chính trị của Liên minh vì sự tiến bộ quốc gia. Sau đó bà bị cầm tù, bị bắt giam vào đêm trước cuộc đảo chính năm 1987; trong số các hành vi phạm tội của bà đã được tổ chức để đưa ra gợi ý rằng quân đội nên nhỏ hơn. Khi ở trong tù, bà được phục vụ nước chanh Fanta trộn với muối, trong số những khó khăn khác. Kandeke là một người Tutsi.